# Heinz Kiehl
Heinz Kiehl   (Ludwigshafen, 6 de juny de 1943 - Ludwigshafen, 26 de juliol de 2016) va ser un lluitador alemany que va competir durant la dècada de 1960. Combinà la lluita grecoromana i la lluita lliure.
El 1964 va prendre part en els Jocs Olímpics d'Estiu de Tòquio, on disputà dues proves del programa de lluita. En la prova del pes semi pesat de lluita grecoromana guanyà la medalla de bronze, mentre en la d'estil lliure quedà eliminat quarta ronda. Quatre anys més tard, als Jocs de Ciutat de Mèxic, tornà a disputar dues proves del programa lluita. En ambdues proves quedà eliminat en sèries.
En el seu palmarès també destaquen onze campionats nacionals, cinc en estil lliure, de 1963 a 1967, i sis en estil grecoromà, de 1964 a 1968 i el 1970.